# Fantasy-Times
Fantasy-Times fue un fanzine de ciencia ficción editado por James V. Taurasi, Sr. y Ray Van Houten fundado en 1941. La revista centró sus publicaciones sobre noticias e impacto del fandom de ciencia ficción, primero para aquellos fanes partícipes del ejército durante la Segunda Guerra Mundial, y posteriormente para el público estadounidense en general; además, durante su existencia recibió varios reconocimientos, entre ellos el primer Premio Hugo al mejor fanzine en 1955 y el tercero en 1957.